# Satis (Pervomajsk)
Satis (in russo Сатис?) è un insediamento operaio della Russia europea centro-orientale, si trova all'interno del circondario urbano della città di Pervomajsk, nell'oblast' di Nižnij Novgorod.
Si trova sulle rive del fiume omonimo (nel bacino della Oka), 183 km a sud di Nižnij Novgorod e 20 km a nord di Pervomajsk.